# 라노카우산

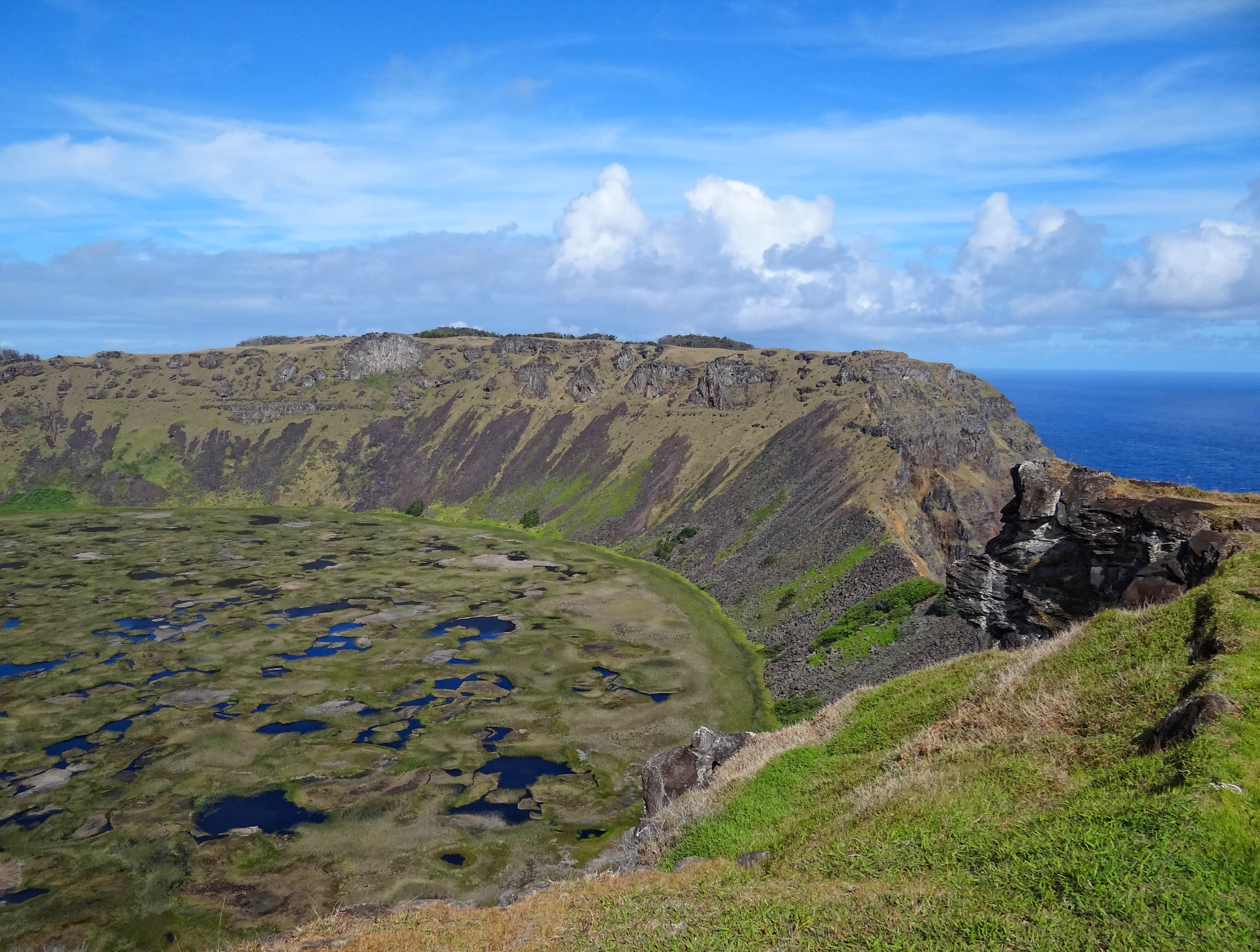

라노카우산(Rano Kau)은 칠레의 이스터 섬 남서부에 있는 화산이다. 과거 화산 활동으로 이루어진 성층 화산으로, 사화산이다.
산 정상에 있는 화구는 옛날에 있었던 화산 활동을 증명하듯 보존되어있다. 화구 안에는 화구호가 있으며, 현재는 물이 없는듯 하다. 그러나 물이 조금 남아있다. 현재 관광지가 되어 사람들이 많이 찾아들고 있다.

## 같이 보기
- 시롤리무스